# Izvoru Berheciului
Izvoru Berheciului
Izvoru Berheciului település és községközpont Romániában, Moldvában, Bákó megyében.

## Fekvése
A megye északkeleti részén fekvő település.

## Története
Nevét 1680-ban említette először oklevél. Ma községközpont, melyhez 8 falu: Antohești, Băimac, Făghieni, Izvoru Berheciului, Obârșia, Oțelești és Pădureni tartozik.
A 2002-es népszámláláskor 1,722 lakosa volt, melyből 95, 38% és 99, 79% görögkeleti ortodox volt.